# سبدنشین پشت‌خاکستری
سبدنشین پشت‌خاکستری (نام علمی: Cisticola subruficapilla) نام یک گونه از سرده سبدنشین است.